# Rio do Cobre
Rio do Cobre är ett vattendrag i Brasilien.   Det ligger i delstaten Paraná, i den södra delen av landet, 1 100 km söder om huvudstaden Brasília.
I omgivningarna runt Rio do Cobre växer huvudsakligen savannskog. Runt Rio do Cobre är det glesbefolkat, med 13 invånare per kvadratkilometer.